# Super Mario Bros. Wonder
Super Mario Bros. Wonder es un videojuego de plataformas de 2023 desarrollado y publicado por Nintendo para la Nintendo Switch. Es el primer juego tradicional de Super Mario de desplazamiento lateral desde New Super Mario Bros. U (2012). El jugador controla a Mario, Luigi y sus amigos mientras intentan detener a Bowser, que planea hacerse cargo de una nueva tierra conocida como el Reino de las Flores después de usar la mágica Flor de la Maravilla para fusionarse con el castillo del reino.
El desarrollo para Super Mario Bros. Wonder comenzó en 2019, con el director Shiro Mouri inspirándose en el original Super Mario Bros. y el productor Takashi Tezuka buscando reinventar la experiencia 2D Mario e introducir una nueva ubicación.
El juego se convirtió en el juego de Super Mario más vendido, vendiendo 4,3 millones de unidades en sus primeras dos semanas y llegando a 11,96 millones de unidades el 31 de diciembre de 2023. Recibió la aclamación de la crítica y fue nominado a varios premios, incluyendo el Golden Joystick Award al Juego del Año, The Game Award al Juego del Año y el British Academy Games Award al Mejor Juego.

## Jugabilidad
Super Mario Bros. Wonder es un videojuego de plataformas de desplazamiento lateral. Como uno de los ocho personajes del jugador (Mario, Luigi, Princesa Peach, Princesa Daisy, los Toad amarillo y azul, Toadette, 4 Yoshi (el habitual verde, rojo, azul claro y amarillo) y Caco Gazapo), el jugador completa niveles en todo el Reino Flor con la ayuda de sus habitantes con forma de flores llamados Poplins. De manera similar a los juegos anteriores de Super Mario, los jugadores guían a su personaje hasta el final de un nivel mientras evitan enemigos, como goombas y plantas piraña, y se transportan a través de tuberías. Cada etapa contiene múltiples «Semillas Maravilla» coleccionables. Mientras que en el mapa del mundo, es una mezcla de avance recto y avance abierto.
Los nuevos potenciadores incluyen una manzana roja que transforma al jugador en un elefante, una flor que le permite al jugador crear burbujas que capturan enemigos, y un champiñón que le da al jugador un sombrero de taladro que les permite excavar en el suelo o el techo para evadir enemigos o sortear obstáculos.
Wonder presenta la Flor Maravilla, que desencadena efectos extraños como tuberías que cobran vida, hordas de enemigos que aparecen y cambios en la apariencia y habilidades de los personajes. Los efectos terminan cuando un jugador captura una Semilla maravilla o abandona el área de efecto.
Una nueva característica permite a los jugadores equiparse con insignias, que se desbloquean a lo largo del juego y otorgan diferentes ventajas. Se dividen en tres tipos diferentes: Insignias de acción, que otorgan al personaje del jugador una habilidad adicional, Insignias de impulso, que le dan al personaje del jugador una habilidad pasiva adicional, e Insignias de experto, que otorgan al personaje del jugador una habilidad avanzada. Solo se puede activar una insignia a la vez por nivel. Por lo general, son opcionales y se pueden desactivar si hay mayor dificultad. El juego admite multijugador local para hasta cuatro jugadores. Tiene algunas funciones multijugador en línea.

## Trama
Mario, Luigi, la princesa Peach, la princesa Daisy y un séquito de Toads y unos Yoshis (mientras Caco Gazpazo viene de polizón) son invitados al reino vecino, el Reino Flor, por su gobernante, el príncipe Florian, para ver una demostración de una Flor Maravilla; Unos grandes tesoros del Reino Flor que pueden deformar la realidad. Bowser interrumpe la ceremonia y se apodera de la Flor Maravilla, usando su poder para fusionarse con el castillo del príncipe Florian, convirtiéndose en una fortaleza voladora gigante y aprisionando a los ciudadanos del Reino Flor. Mario y compañía se ofrecen en ayudar al príncipe Florian a derrotar a Bowser y restaurar el orden en la tierra. El príncipe Florian acompaña al grupo con insignias que mejoran las habilidades del grupo. Mientras Mario, el príncipe Florian y la pandilla trabajan para recolectar las Semillas Maravilla y salvar a los Poplins capturados, se dan cuenta de que al reunir seis Semillas Reina, que se consideran tesoros preciosos en el Reino Flor, les otorgarán acceso al Bowser Castillo, que es protegido por nubes piraña. Mientras se proponen a encontrar las Semillas, la pandilla supera unas pruebas, atraviesa los acorazados de Kamek y lucha contra Bowser Jr. en los palacios.
Después de liberar las diversas regiones del Reino Flor del control de Bowser Jr. y eliminar las defensas de Bowser, Mario y sus amigos se enfrentan a Bowser en su castillo volador, donde revela su plan para usar el poder de las Flores Maravillas para esclavizar al universo con ritmo. El grupo derrota a Bowser y el Reino Flor vuelve a la normalidad, con Bowser, Bowser Jr. y Kamek huyendo humillados.

## Desarrollo y lanzamiento
El veterano desarrollador y productor de Super Mario, Takashi Tezuka, regresa como productor de Wonder. Shiro Mouri, quien anteriormente dirigió New Super Mario Bros. U Deluxe, regresa como director. Wonder comenzó el desarrollo en 2019 después del lanzamiento de U Deluxe, y al equipo de desarrollo no se le dio una fecha límite para producir un prototipo, lo que resultó en tiempo extra para desarrollar ideas de juego.
Shigeru Miyamoto, creador de Mario, tuvo muy poca participación en el proyecto, puesto a que se encontraba ocupado con otros proyectos como la creación del parque Super Nintendo World en Universal Studios Japan y más notablemente, con el desarrollo de Super Mario Bros.: la película en colaboración con Universal Pictures e Illumination, no obstante, según mencionó Tezuka, Miyamoto daba algunas opiniones y consejos a los desarrolladores, mientras que Mouri, mencionó que en una ocasión Miyamoto no tuvo miedo en decir que odió el diseño original de Mario Elefante y las animaciones que había preparado, lo que ayudó a modificarlo para el resultado final.
Durante la planificación inicial de Wonder, Mouri deseaba recrear la sensación de «secretos y misterio» que había estado presente en el Super Mario Bros. original para una audiencia moderna. La atención se centró en actualizar la idea tradicional de transportar a Mario a diferentes áreas del nivel utilizando Warp Pipes, enredaderas u otros medios. Tezuka sugirió cambiar la ubicación física actual, y nació la Flor Maravilla, que altera dramáticamente el nivel actual. Para que todos los niveles del juego implementaran este elemento de forma única, se solicitaron al equipo de desarrollo hasta 2000 ideas para efectos Wonder. Los más viables fueron prototipos e implementados en el juego final.
Wonder se anunció durante una presentación de Nintendo Direct el 21 de junio de 2023 y se lanzó el 20 de octubre de 2023 para Nintendo Switch. Es el primer juego tradicional de Super Mario de desplazamiento lateral en 2D desde New Super Mario Bros. U (2012). Wonder es el primer juego que presenta a Kevin Afghani como la nueva voz de Mario y Luigi, tras el anuncio de la salida del actor anterior Charles Martinet de los roles en agosto de 2023.

### Lanzamiento cercano con Sonic Superstars
Sonic Superstars, un juego de plataformas de desplazamiento lateral en 2D similar de Sega, se lanzó tres días antes. El productor Takashi Tezuka y el productor de Sonic Superstars, Takashi Iizuka, declararon que esto era una coincidencia, a pesar de cuánto tiempo había pasado desde que cualquiera de las franquicias tenía una entrada en 2D. Era la primera vez que un juego de Super Mario y Sonic the Hedgehog se lanzaba cerca uno del otro desde la guerra de consolas Nintendo-Sega de la década de 1990.En redes sociales algunos fanáticos de ambas franquicias trataron el lanzamiento de Superstars y Wonder como un fenómeno similar al fenómeno cinematográfico Barbenheimer también vivido en 2023.

## Recepción

### Ventas
El juego vendió 4,3 millones de unidades en sus primeras dos primeras semanas tras la publicación y se convirtió en el juego de Super Mario que más se ha vendido en el lanzamiento.

### Recepción de la crítica
Super Mario Bros. Wonder recibió «elogios universales» de la crítica, según el sitio web de recopilación de reseñas Metacritic. En OpenCritic, el 98% de las reseñas recomendaron el juego.
Los críticos elogiaron ampliamente la jugabilidad y destacaron las innovaciones creativas y la variedad que aporta. PJ O'Reilly de Nintendo Life escribió que el juego es «sencillamente, el mejor juego de Mario en 2D desde Super Mario World» y «el más hábil, más nítido e inteligente que Mario bidimensional ha sentido desde 1991».
Fue nominado a varios premios en The Game Awards, incluyendo la categoría «Mejor juego del año», ganando en la categoría «Mejor juego familiar».

### Reconocimientos
| Año  | Premio                  | Categoría                | Resultado | Ref.   |
| ---- | ----------------------- | ------------------------ | --------- | ------ |
| 2023 | Premios Golden Joystick | Último juego del año     | Nominado  | [ 46 ] |
| 2023 | Game Awards 2023        | Juego del año            | Nominado  | [ 47 ] |
| 2023 | Game Awards 2023        | Mejor dirección de juego | Nominado  | [ 47 ] |
| 2023 | Game Awards 2023        | Mejor dirección de arte  | Nominado  | [ 47 ] |
| 2023 | Game Awards 2023        | Mejor juego familiar     | Ganador   | [ 47 ] |
| 2023 | Game Awards 2023        | Mejor juego multijugador | Nominado  | [ 47 ] |